# Hyporhamphus melanochir
L'aguglia australiana (Hyporhamphus melanochir Valenciennes, 1847) è un pesce pelagico della famiglia Hemiramphidae.

## Etimologia
Il nome scientifico della specie, melanochir, deriva dall'unione delle parole greche χειρός (cheiros, "mano") e Μέλανος (melanos, "nero"), dal significato di "dalle mani nere", in riferimento alla livrea di questi animali.
In inglese australiano questi pesci sono noti col nome di garfish (nome indicato in inglese per l'aguglia propriamente detta) o semplicemente gar.

## Descrizione

### Dimensioni
L'aguglia australiana misura generalmente attorno ai 25 cm di lunghezza: un singolo maschio pescato misurava 52 cm, per un peso di 600g.

### Aspetto

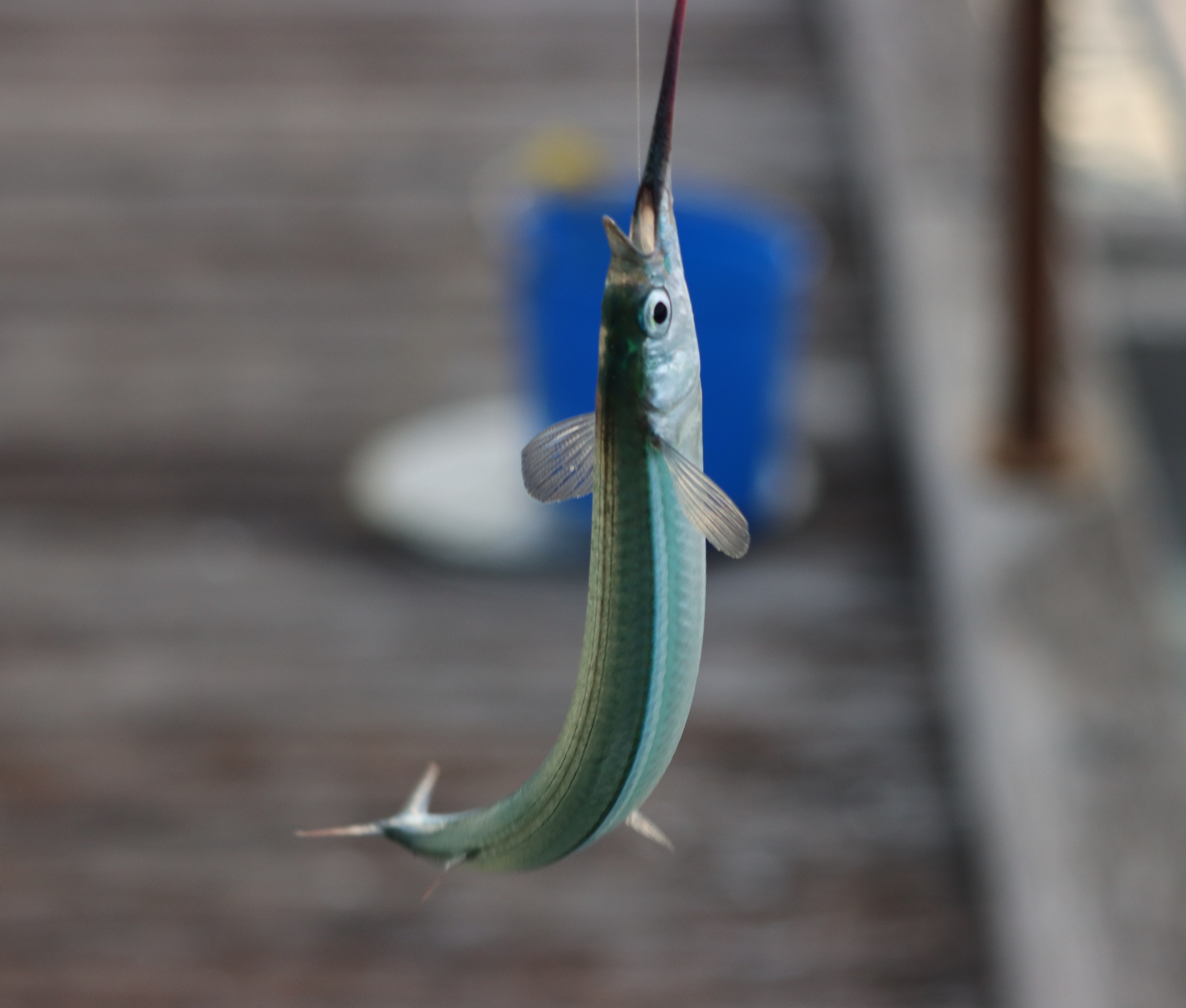
Esemplare preso all'amo alla foce dell'Onkaparinga.

Si tratta di pesci dall'aspetto allungato, compresso lateralmente e dall'inconfondibile mandibola allungata a forma di spadino, posta sulla grossa testa dai grandi occhi.
Le scaglie sono di colore argenteo con riflessi verdastri, con un'ampia banda argentata sui fianchi: il ventre è biancastro, mentre la coda forcuta e vagamente eterocerca (il lobo inferiore è più sviluppato riguardo a quello superiore) presenta orlo scuro, così come le pinne pettorali (queste ultime fruttano all'aguglia australiana il nome scientifico). La mandibola inferiore presenta metà distale di colore rossiccio.
La pinna dorsale presenta 15-18 raggi molli, quella anale 17-20 raggi molli, quella caudale 15 raggi. La linea laterale è composta da 52-57 scaglie.

## Biologia
Si tratta di pesci pelagici e moderatamente gregari, che si muovono in piccoli banchi (non di rado in associazione con l'affine aguglia australiana orientale, con la quale sono noti casi di ibridazione nelle aree in cui gli areali delle due specie si sovrappongono) passando gran parte della propria giornata alla ricerca di cibo nei pressi dei fondali a posidonia, mentre di notte si spostano immediatamente sotto la superficie.

### Alimentazione
L'aguglia australiana si ciba perlopiù di piante acquatiche e macroalghe (che comprendono fino a tre quarti della loro dieta) e piccoli invertebrati. 

### Riproduzione
Si tratta di animali vivipari che presentano in genere due picchi riproduttivi durante l'anno, all'inizio e alla fine della stagione calda.
I giovani, una volta passato lo stadio di larva, passano i mesi freddi nelle aree estuarine per poi muoversi verso le acque costiere, rimanendovi anche per un paio d'anni prima di avventurarsi in acque più aperte.
La speranza di vita di questi pesci si aggira attorno ai 10 anni.

## Distribuzione e habitat
Come intuibile dal nome comune l'aguglia australiana è endemica dell'Australia, dove popola le acque costiere meridionali dall'estremo sud del Nuovo Galles del Sud (Eden, considerata la località tipo per la specie) a Kalbarri in Australia Occidentale, attraverso il Victoria, la Tasmania (di cui popolano l'intera costa) e l'Australia Meridionale.
Questi pesci popolano le aree di acqua non troppo profonda (generalmente a meno di 20 m di profondità, sebbene nelle parti più temperate dell'areale essi si spingano più in profondità durante i mesi freddi) tappezzate a vegetazione erbosa, spingendosi non di rado in acqua salmastra negli estuari dei fiumi o nelle lagune costiere.